# Джаната дал
Джаната дал — індійська політична партія, що існувала від жовтня 1988 до 1999 року. Була утворена в результаті злиття окремих фракцій партії Джаната: Лок дал, Індійського національного конгресу (соціалістичного) та Джан морча.

## Історія
1989 року партія вперше прийшла до влади, після того як висунуті проти Раджива Ганді звинувачення в корупції призвели до поразки на виборах Індійського національного конгресу. Тоді уряд меншості на базі партії Джаната дал сформував Вішванат Пратап Сінґх. Однак, вже у жовтні 1990 року в результаті арешту за ультранаціоналістичну пропаганду одного з членів партії та обговорення питання про резервування додаткових робочих місць для членів нижчих каст кабінет втратив вотум довіри.
За результатами парламентських виборів 1996 року Джаната дал увійшла до складу Об'єднаного фронту разом з регіональними та комуністичними партіями, здобувши 125 депутатських мандатів. Це дозволило їй стати основою парламентської коаліції та сформувати уряд на чолі з прем'єр-міністром Хараданахаллі Доддеговдою Деве Говдою, який, утім, зазнав краху у березні 1997 року, як і наступний кабінет Об'єднаного фронту на чолі з прем'єр-міністром Індером Кумаром Гуджралом за 8 місяців.
За свою історію Джаната дал зазнала кількох розколів, а 1999 року партія остаточно припинила своє існування.